# Asedio de Hulst (1596)
El asedio de Hulst tuvo lugar entre mediados de julio y el 18 de agosto de 1596 en esta ciudad de la provincia de Zelanda, actual Países Bajos, en el contexto de la guerra de los Ochenta Años y de la Guerra anglo-española (1585-1604). Se saldó con una victoria del ejército español comandado por el Archiduque Alberto de Austria tras un corto sitio durante el cual el príncipe Mauricio de Nassau intentó socorrer la ciudad sin éxito, pues esta cayó en poder español con la rendición de su guarnición formada por tropas neerlandesas e inglesas.

## Contexto histórico

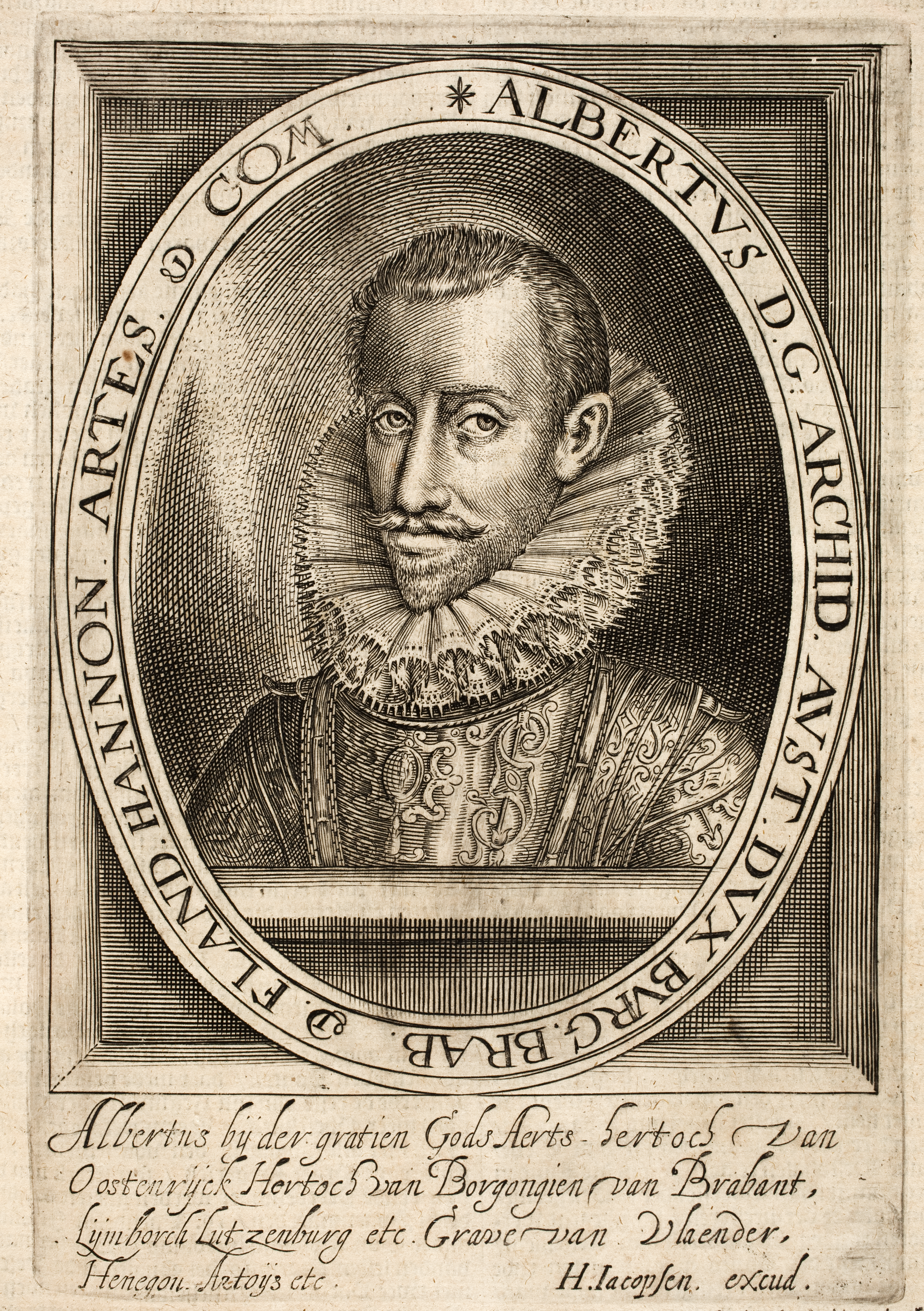
El Archiduque Alberto de Austria. Grabado de Hugo Grocio.

Desde 1590 hasta 1594 los neerlandeses liderados por Mauricio de Nassau habían conseguido grandes éxitos militares y expandido el territorio bajo su control con la conquista de numerosas localidades y ciudades estratégicas. En 1595 Mauricio inició una nueva campaña con la finalidad de expulsar a las tropas españolas de todas las ciudades al norte del río Rin y en el este de los Países Bajos. Sin embargo, en el asedio neerlandés de Groenlo apareció Cristóbal de Mondragón con un ejército de socorro que obligó a Mauricio a levantar el sitio. El año siguiente no empezó muy bien para los neerlandeses y sus aliados ingleses porque la importante ciudad portuaria de Calais cayó en manos españolas tras la rendición de su guarnición francesa. Las tropas hispanas dirigidas por el archiduque Alberto de Austria regresaron después a Flandes y emprendieron una contraofensiva. Los ricos burgueses de Brujas pidieron al gobernador español que sitiara Ostende y le ofrecieron 1 200 000 florines para sufragar los gastos, aunque este plan no se pudo llevar a cabo porque Mauricio de Nassau había reforzado fuertemente la guarnición de la ciudad con nuevas tropas y abundancia de suministros.
Las fuerzas de Alberto, un ejército de 15 000 hombres entre infantería y caballería, marcharon desde Amberes, atravesaron el río Escalda y se adentraron en Brabante dirigidas por un nuevo comandante, Sieur de Rosne, un refugiado francés que había sustituido a los ya fallecidos Francisco Verdugo y Cristóbal de Mondragón. Alberto dudaba entre sitiar las ciudades de Bergen op Zoom o Breda, aunque en realidad había engañado deliberadamente a los neerlandeses sobre la localización de su próximo ataque. Las escasas fuerzas de Mauricio, unos 5000 soldados, se desplazaron hasta Brabante, mientras que la mayoría de regimientos de soldados veteranos escoceses e ingleses, que sumaban 4000 hombres, se encontraban en ese momento bajo mando de Francis Vere en la toma y saqueo de Cádiz. Sin embargo, el pueblo holandés recaudó dinero suficiente para pagar otros 2000 soldados. Con las fuerzas de Mauricio muy debilitadas, Alberto se dio cuenta de que podía atacar en Hulst sin demasiados obstáculos.

## Asedio

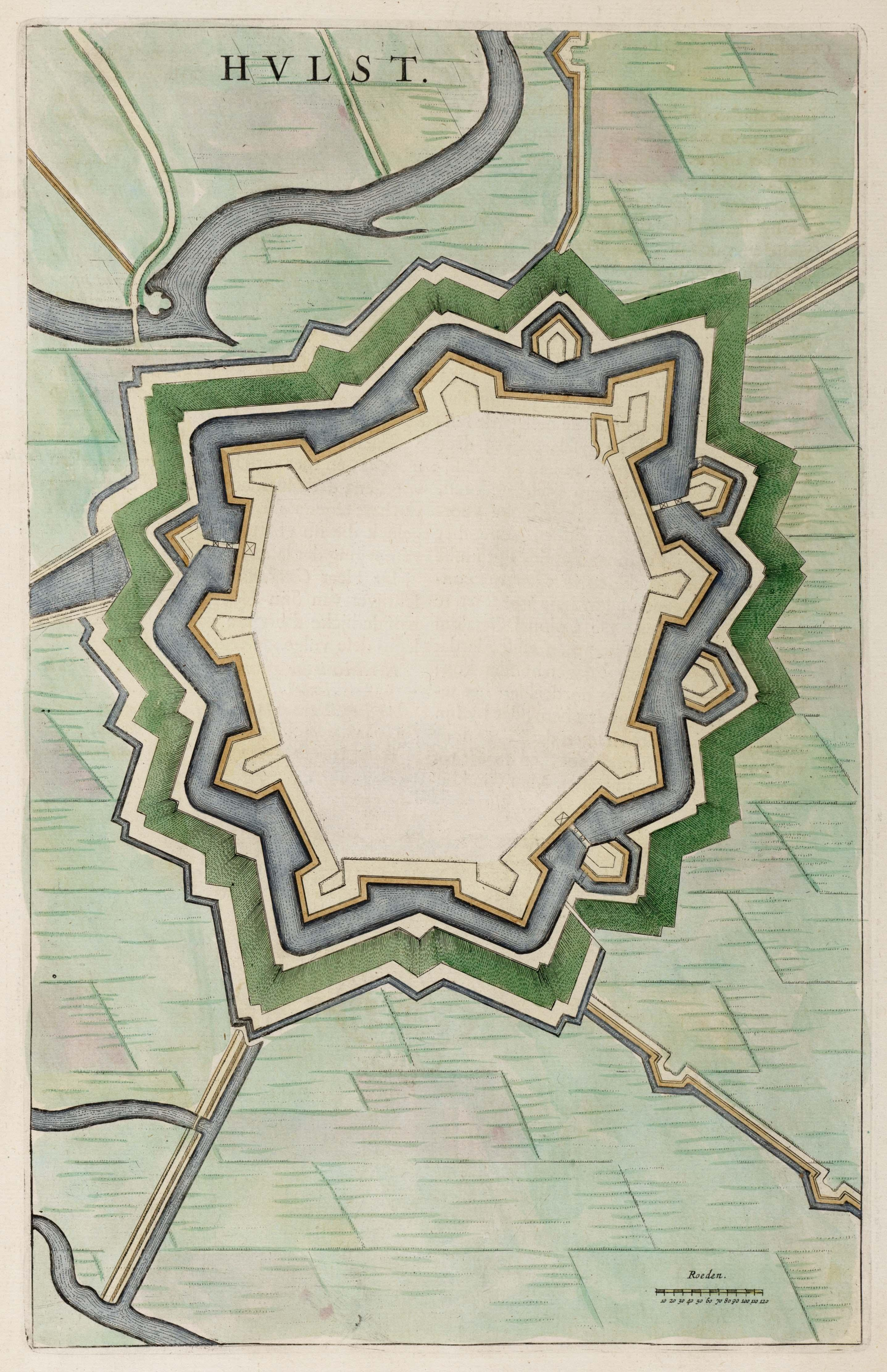
Plano de las murallas de Hulst. Atlas Van Loon.

El archiduque Alberto se dirigió hacia Hulst evitando todo contacto con el ejército de Mauricio. Era esta una localidad pequeña pero fuertemente defendida, capital de la región flamenca de Waasland, que estaba en poder de los protestantes desde que fuera tomada en 1591 por una fuerza anglo-holandesa liderada por el propio Mauricio. Su guarnición había construido varios terraplenes que delimitaban una zona que podía ser inundada gracias a un sistema de esclusas y así aislar por tierra la localidad. El foso había sido profundizado pero las murallas estaban tan solo parcialmente reconstruidas.
Aunque el engaño de Alberto tuvo éxito y su avance alarmó a los neerlandeses, en cuanto Mauricio supo que los españoles pretendían tomar Hulst, marchó hacia allí con sus fuerzas. Los neerlandeses esperaban sufrir un largo asedio, por lo que tenían provisiones para siete meses y la voluntad de resistir a toda costa bajo el liderazgo de Georg Eberhard, conde de Solms.
A pesar de la resistencia que ofrecieron los asediados, que hicieron varias salidas exitosas, el archiduque español consiguió hacerse con el control del dique principal y un fuerte llamado Moer que permitió a los zapadores de su ejército cavar túneles más cerca de las murallas. Sin embargo, las bajas en el campamento hispano fueron muchas y después de seis semanas de sitio su número ascendía ya a seiscientos muertos, más varios miles de enfermos y heridos. Además, el comandante de las tropas españolas, el francés Sieur de Rosne, resultó muerto en combate durante una de las salidas de la guarnición de Hulst. El bombardeo de la artillería española fue terrible y después de disparar 1500 balas de cañón se consiguió abrir una brecha en la muralla. La guarnición esperaba que por ella llegara el asalto español, pero en su lugar el archiduque Alberto conminó a los defensores del conde de Solms a rendirse o enfrentarse a un ataque inmediato. Los asediados se negaron a rendirse, pero los españoles no asaltaron la ciudad y comenzaron a excavar un túnel bajo la muralla. Con casi setecientos muertos en la ciudad, la mayoría debido a las enfermedades, la determinación de resistir de la guarnición y los habitantes de Hulst comenzó a resentirse y el miedo al inminente asalto de las tropas españolas y la destrucción que causarían hicieron que cundiera el pánico.
Mauricio, junto con Guillermo Luis, estaba ya cerca de Hulst, pero el conde de Solms, presionado por los habitantes de la ciudad, ya había ofrecido la entrega de la plaza a los sitiadores. A pesar de todo, Mauricio intentó socorrer a Hulst, pero fracasó ante sus fuertes estructuras defensivas y no tuvo más remedio que retirarse. Los españoles se sorprendieron de que la ciudad aceptara la rendición y el 18 de agosto de 1596 el archiduque Alberto decidió ser muy indulgente con los tres mil soldados supervivientes de la guarnición de Hulst.

## Repercusiones

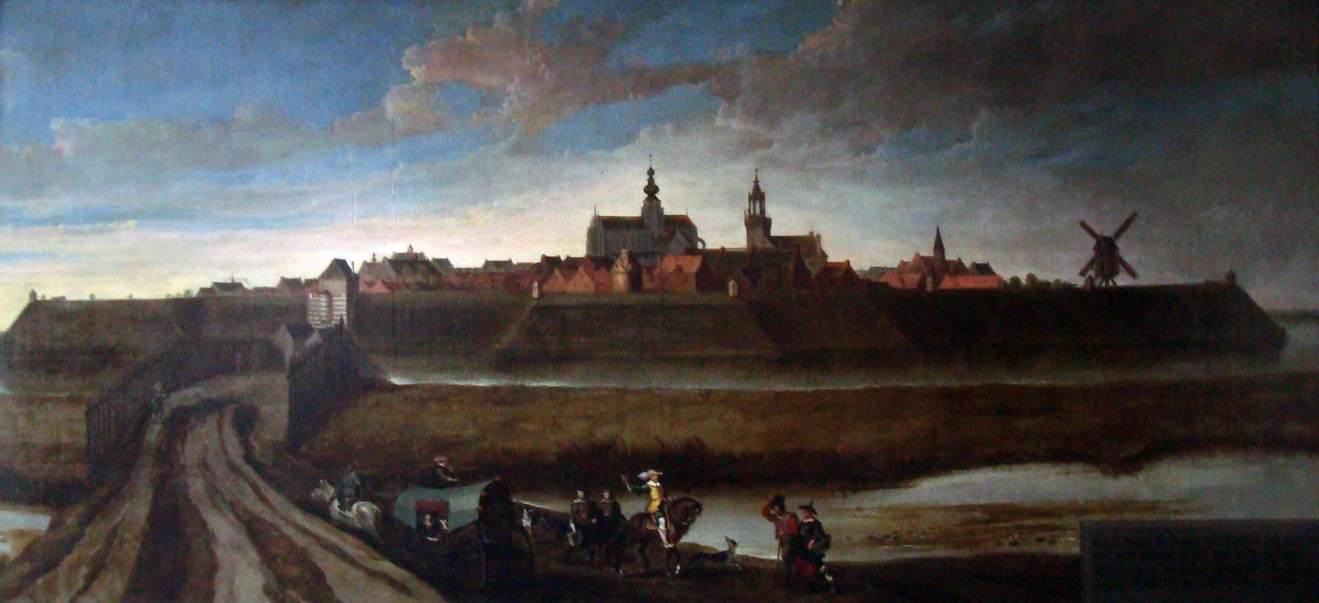
Vista de Hulst, por Cornelis de Vos (1628).

Para el archiduque Alberto de Austria la victoria fue muy costosa: sesenta oficiales y unos cinco mil hombres habían perecido, la mayoría víctima de las enfermedades. Hulst fue destruida pues lo españoles le dispararon 3500 balas de cañón. Los zelandeses quedaron muy disconformes con la conducta del conde de Solms, quien fue relevado del mando de sus tropas. La conquista de la ciudad aseguró que Alberto se ganara el respeto del rey Felipe II, pues había roto una cadena de derrotas españolas en la década previa, tanto en Francia como en Países Bajos. La ciudad de Hulst permaneció en poder español hasta el 4 de noviembre de 1645, cuando fue tomada por el príncipe de Orange.
Con esta derrota, la república neerlandesa temió que los españoles asediaran las ciudades de Axel y Biervliet. Sin embargo, Alberto había sufrido muchas bajas entre sus fuerzas y no contaba con tropas suficientes para continuar, por lo que se retiró hacia Flandes, un movimiento del que tuvo noticia la república gracias a la interceptación de una carta al rey Felipe II. Ello alivió a los neerlandeses y además Mauricio pudo contar con las tropas inglesas que acababan de regresar del saqueo de Cádiz. Así, al año siguiente fue capaz de lanzar una exitosa ofensiva en la que derrotó a los tercios españoles el 24 de enero de 1597 en la batalla de Turnhout.